# Elise Hall
Elise Boyer Hall (París, França, 15 d'abril de 1853 - Boston, Estats Units d'Amèrica, 27 de novembre de 1924) fou una de les primeres intèrprets saxofonistes femenines destacades als Estats Units. És reconeguda per ser promotora del repertori de saxòfon i encarregar obres a compositors francesos com Claude Debussy, Vincent d'Indy, André Caplet, Léon Moreau i altres compositors de l'època.

## Biografia
Elisa Boyer Hall neix el 1853 a París. Es va casar amb un important cirurgià de Nova York anomenat Richard John Hall. Elisa va sofrir una febre tifoide durant un viatge a Califòrnia i, degut a la malaltia, va perdre sensibilitat d'escolta. Per aquesta raó, el seu marit li va aconsellar la pràctica d'algun instrument de vent. Durant tot aquest temps, la família es va traslladar a una petita ciutat de Santa Bàrbara. Disposada a començar la seva teràpia, va quedar captivada pel so del saxòfon i va decidir iniciar el seu aprenentatge. No va ser fins 1897, quan es va quedar vídua i va invertir tot el seu temps amb l'estudi del saxòfon. El que va ser un fet fortuït acabaria per ser un punt decisiu per al desenvolupament del repertori del saxòfon.
Instal·lada amb els seus fills a Boston, funda i promou la Boston Orchestral Club. Es tracta d'una orquestra de músics aficionats. que en els concerts era reforçada per membres de la orquestra simfònica de la ciutat. El 1902 es converteix en presidenta de l'entitat i dos anys després en la seva major benefactora. Un dels membres que solia reforçar l'orquestra va ser George Longy, amb qui va establir una relació especial i va ser una figura clau per a Elisa Hall. D'origen francès, Longy era oboè solista de la simfònica i va dirigir l'Orchestral Club des de 1898 fins a la seva desaparició. Ell va ser l'encarregat de donar classes a Elisa i perfeccionar el seu talent. També assessorava a Hall sobre els compositors a qui podia encarregar noves obres per a l'nstrument.
Elisa Hall encarrega un total de 22 partitures compostes entre 1900 i 1918. El repertori encarregat era majoritàriament de música francesa. El seu primer encàrrec va ser Divertissement Espagnol de Charles Martin Loefferque ella va interpretar el 29 de gener de 1901. El 7 de gener de 1903 va tocar l'obra de George Longy Impression. A poc a poc, van anar incorporant-se al repertori compositors com Jean Huré, Claude Debussy, Vicent d'Indy, Henry Woolett, André Caplet, Gabrile Grovlez, Léon Moreau, Jules Mouquet, Georges Sporck i Florent Schmitt.
El 1912 es dissol l'Orchestral Club. L'últim concert d'Elisa Hall va ser l'onze de març d'aquest any al Jordan Hall (Conservatori de Nova Inglaterra). Mor el 1924.

## Elise Hall i Debussy[4]
Elise Hall l'any encarrega a Claude Debussy l'any 1903 una de les obre més importants del saxòfon clàssic. Rhapsodie per a saxòfon alt i piano (1919).

## Repertori encarregat per Elise Hall
| Obra                    | Compositor             | Any  | Estrena      |
| ----------------------- | ---------------------- | ---- | ------------ |
| Divertissement Espagnol | Charles Martin Loeffer | 1901 | 29 de gener  |
| Impression              | George Longy           | 1903 | 7 de gener   |
| Choral Varié            | Vincent D'Indy         | 1904 | 17 de maig   |
| Chant pour saxophone    | Paul Dupin             | 1910 | no estrenada |
| Poéme elégiaque         | Philippe Gaubert       | 1912 | 11 de març   |
| Suite                   | Gacriel Grovlez        | 1915 | no estrenada |
| Concerstück             | Jean Huré              | 1915 | no estrenada |
| Rhapsodie               | Claude Debussy         | 1919 |              |